# ديلا سكالا
ديلا سكالا السلالة التي حكمت مدينة فيرونا الإيطالية لمائة خمسة وعشرين عاماً من 1262 حتى 1387.
كانت المدينة الفينيتية قد مرت مع ماستينو بمرحلة تحول هادي من البلدية إلى الحكم الوراثي، وإن كان الانتقال الفعلي لم يحدث إلا مع شقيقه ألبيرتو. بينما في عهد كانغراندي وصل الحكم إلى ذروة شهرته وأهميته.